# Jennifer Lien

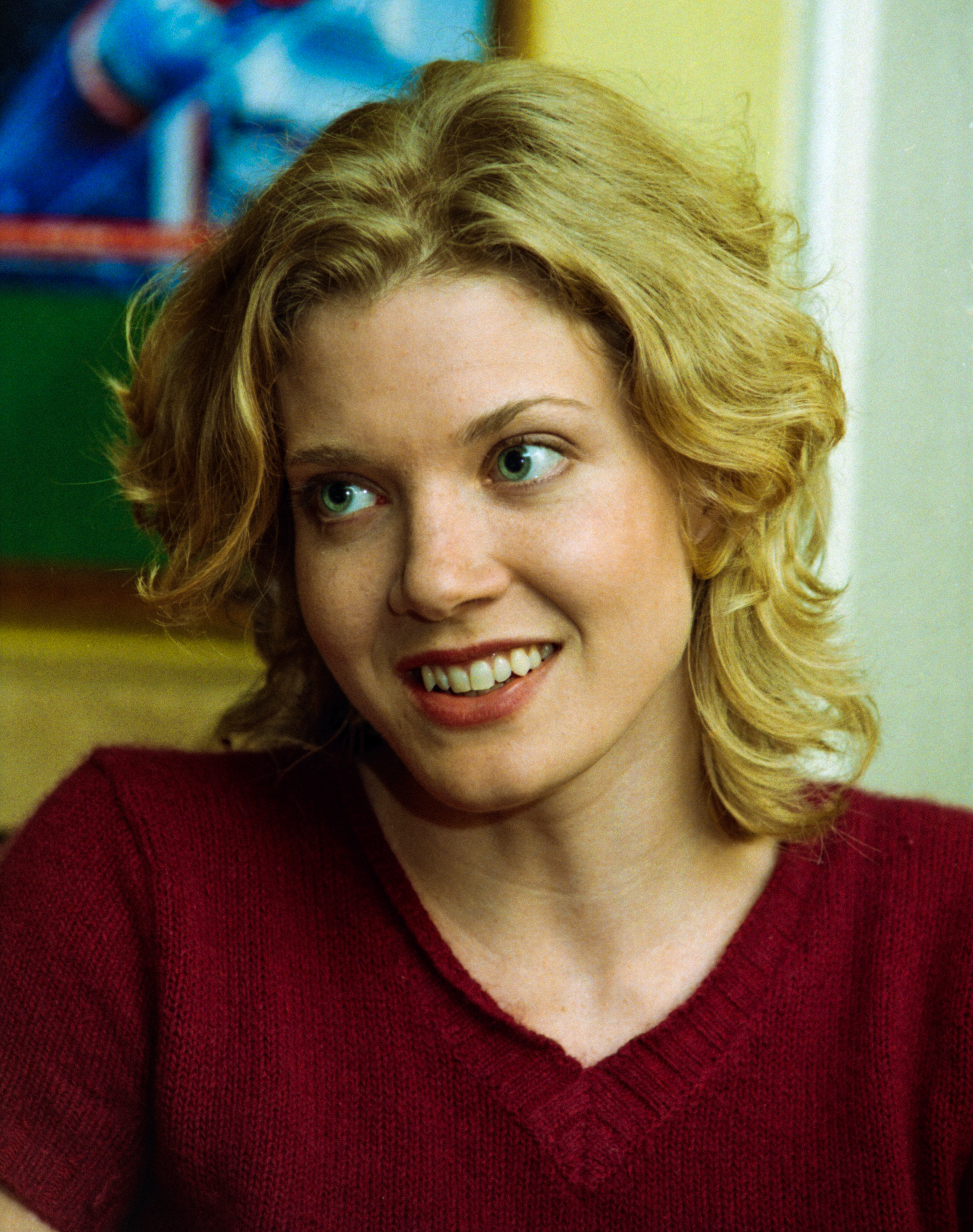
Jennifer Lien (1996)

Jennifer Ann Lien (* 24. August 1974 in Chicago, Illinois) ist eine ehemalige US-amerikanische Schauspielerin, welche vor allem durch ihre Rolle als Kes in Star Trek: Raumschiff Voyager bekannt wurde.

## Leben
Jennifer Lien stand schon im Alter von 13 Jahren in zahlreichen Stücken wie Othello und Der Sturm auf der Bühne. Nur wenige Jahre später wechselte sie vor die Kamera. Ihren Durchbruch schaffte sie 1990 in der Seifenoper Another World, in der sie zwei Jahre lang das Waisenmädchen Hannah Moore spielte.
In der Fernsehserie Star Trek: Raumschiff Voyager spielte sie von 1995 bis 1997 die Ocampa Kes. 1998 war sie im Film American History X als Davina Vinyard, Schwester von Derek Vinyard (Edward Norton) und Danny Vinyard (Edward Furlong), zu sehen.
Zuletzt war Lien als Synchronsprecherin bei mehreren animierten Serien tätig; zum Beispiel sprach sie „L“ in der Zeichentrickserie Men in Black.
Lien ist mit dem Autoren und Filmemacher Phil Hwang verheiratet und hat einen Sohn (* 2002). Nach dessen Geburt zog sie sich von ihrer Tätigkeit als Schauspielerin und Synchronsprecherin zurück.
Lien wurde seit 2012 mehrere Male, unter anderem wegen häuslicher Gewalt, des Fahrens unter Alkoholeinfluss und des Fahrens ohne Führerschein, verhaftet.

## Filmografie
- 1990: Baby Blood (Stimme)
- 1991–1992: Another World (Fernsehserie, 35 Folgen)
- 1993–1994: Phenom – Das Tenniswunder (Phenom, Fernsehserie, 22 Folgen)
- 1994: The Critic (Fernsehserie, eine Folge, Stimme)
- 1995–2000: Star Trek: Raumschiff Voyager (Star Trek: Voyager, Fernsehserie, 70 Folgen)
- 1996: Duckman: Private Dick/Family Man (Fernsehserie, eine Folge, Stimme)
- 1996: The Real Adventures of Jonny Quest (Fernsehserie, eine Folge, Stimme)
- 1997: Superman (Superman: The Animated Series, Fernsehserie, eine Folge, Stimme)
- 1997–2000: Men in Black – Die Serie (Men in Black: The Series, Fernsehserie, 38 Folgen, Stimme)
- 1998: Punk! (SLC Punk!)
- 1998: American History X
- 1998: Hoofboy (Kurzfilm)
- 2000: Rubbernecking
- 2003: Battle Force: Andromeda (Fernsehserie, Stimme)